# آیباسان‌لی پایین
آیباسان‌لی پایین (ترکی آذربایجانی: Aşağı Aybasanlı  یا آیباسان‌لی Aybasanlı) یک منطقهٔ مسکونی در جمهوری آرتساخ است که در استان هادروت واقع شده‌است.